# Горсткина
Го́рсткина (рос. Горсткина) — присілок у складі Махньовського міського округу Свердловської області.
Населення — 3 особи (2010, 7 у 2002).
Національний склад населення станом на 2002 рік: росіяни — 100 %.